# کیتی کیربی
کیتی کیربی (انگلیسی: Kathy Kirby؛ ۲۰ اکتبر ۱۹۳۸ – ۱۹ مهٔ ۲۰۱۱) یک موسیقی‌دان اهل بریتانیا بود. وی بین سال‌های ۱۹۶۳ تا ۱۹۸۳ میلادی فعالیت می‌کرد.